# Papirus Bodmer II

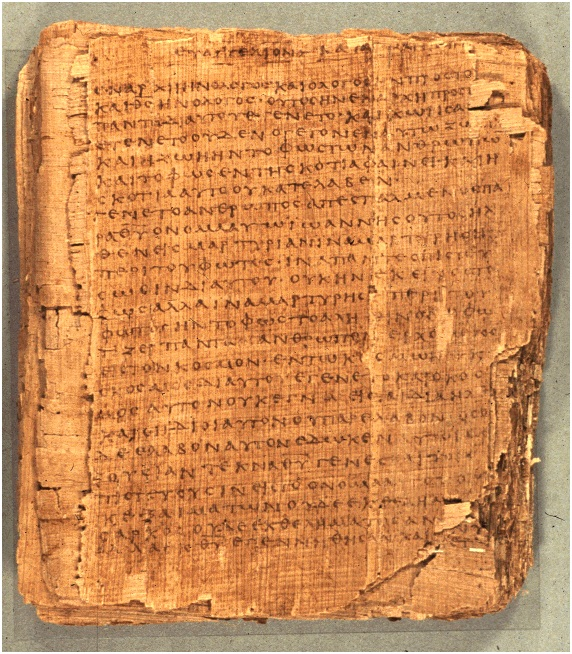
Staurogram w trzeciej, szóstej i dziesiątej linii

Papirus Bodmer II oznaczony symbolem {\displaystyle {\mathfrak {P}}^{66}} (Gregory-Aland) – wczesny papirusowy kodeks z końca II w. n.e. lub początku III wieku zawierający, z niewielkimi lukami, niemal całą Ewangelię Jana. Przechowywany jest w Bibliotece Bodmera w Cologny koło Genewy. Niewielkie jego fragmenty przechowywane są w Chester Beatty Library w Dublinie oraz w Institut für Altertumskunde w Kolonii. Jest jednym z najważniejszych rękopisów Nowego Testamentu, cenionym przez krytyków tekstu i wykorzystywanym w krytycznych wydaniach greckiego Nowego Testamentu.
Cieszy się opinią jednego z najcenniejszych rękopisów Nowego Testamentu, jednak tekst kodeksu nie jest równy i w różnych jego partiach dochodzą do głosu elementy różnych tradycji tekstualnych. Zasadniczo tekst jest pokrewny z Kodeksem Synajskim. Liczba błędów jest niewielka w początkowych partiach tekstu Ewangelii Jana, wzrasta natomiast w partiach końcowych. Skryba miał tendencję do poprawiania tekstu, częściej jednak opuszczał niż dodawał.

## Opis
Rękopis sporządzony został w formie kodeksu. Foliały stanowione są przez pojedyncze zgięte karty (folios). Oryginalny rękopis zawierał tekst Ewangelii Jana na 78 papirusowych kartach (w 39 foliałach), z których zachowało się 75 . Ponadto zachowało się 39 niezidentyfikowanych fragmentów pochodzących prawdopodobnie z tego rękopisu. Rozmiary kart wynoszą 14,2 na 16,2 cm a ich format jest zbliżony do kwadratu. Tekst pisany jest jedną kolumną na stronę, w 14–25 linijkach na stronę . Atrament ma brunatny kolor.
26 jego pierwszych kart rękopisu zachowanych zostało w stanie nienaruszonym, co jest rzadkością. W najgorszym stanie zachowała się partia z tekstem Jana 14-21. Papirus Bodmer II jest najlepiej zachowanym wczesnym papirusowym rękopisem Nowego Testamentu. Kondycja rękopisu jest zaskakująco dobra, ponieważ nigdy przedtem nie odkryto tak wczesnego rękopisu w tak dobrym stanie.
Kodeks zawiera następujące teksty Ewangelii Jana: 1,1-6,11; 6,35b-14,26.29-30; 15,2-26; 16,2-4.6-7; 16,10-20,20.22-23; 20,25-21,9.12.17.
Karty zostały ponumerowane, numery stron wynoszą 1-156. Litery są średniej wielkości i mają okrągłe kształty. Nomina sacra pisane są skrótami, ale tylko w przypadku ΘΣ, ΚΣ, ΙΣ i ΧΣ konsekwentnie. Stosowane są ligatury, jak np. staurogram.
Prawdopodobnie kodeks sporządzony został przez profesjonalnego skrybę. Skryba mógł być chrześcijaninem, ze względu na znajomość innych partii Pisma Świętego, na co wskazują harmonizacje J 6,66 do Mt 16,16 i J 21,6 do Łk 5,5. Znajomość nomina sacra oraz staurogramu również świadczy o chrześcijańskim pochodzeniu skryby. Nad rękopisem pracowało jeszcze dwóch korektorów.
Skryba miał swobodne podejście do kopiowanego tekstu i niejednokrotnie zastępował słowa ich odpowiednikami, poprawiał tekst, gdy uznał, że jest zepsuty. Jednak w niektórych przypadkach pozostawił tekst niepoprawiony. Znaczna część jego błędów, to rezultat nieuważnego kopiowania. Praca skryby została poprawiona w około 450 miejscach, wpisanych między liniami tekstu, w miejsce startego wcześniejszego tekstu, na marginesie. Większość z nich pochodzi od pierwszego skryby. 50 korekt polegało na poprawieniu nonsensownych lekcji, a 284 uzgadniało rękopis z tekstem normatywnym.
Liczba błędów jest bardzo niska w partii Jan 1,1-6,51. James Royse daje mu skalę błędu na poziomie 1.0 i jedynie papirus {\displaystyle {\mathfrak {P}}^{75}} ma w tej partii mniejszą liczbę błędów (0.6). W następnych partiach liczba błędów wzrasta. W partii tekstu Jan 6,52-14,26, Royse daje ocenę 2.2, natomiast dla partii 14,29-21,9 skala błędu uzyskuje 5.7. Skryba miał tendencję raczej do opuszczania, niż dodawania:
- dodatki – 9,5%
- opuszczenia – 48,4%
- transpozycje – 7,1%
- zastąpienie – 32,5%
- konflacje, czyli połączenie dwóch lub więcej wariantów w jeden – 2,4%

Ernest Cadman Colwell był zdania, że skryba był bardzo nieuważny i nie miał nawet zamiaru stworzyć dobrej kopii. Opinię swą oparł na analizie tych lekcji kodeksu, które zostały poprawione. Wśród nich niemal 200 uznał za warianty nonsensowne. Royse natomiast uznał, że wiele spośród owych nonsensownych wariantów ma charakter wyłącznie ortograficzny. Według Royse'a, spośród papirusów Nowego Testamentu, tylko papirus 75 ma mniejszą liczbę błędów. Peter M. Head kontrargumentował, że krytyczna ocena Colwella opierała się na niepoprawionym tekście rękopisu, natomiast pozytywna ocena Ryose'a bazuje na tekście poprawionym. Skryba najpierw dokonywał swobodnych zmian w tekście, a następnie sam siebie poprawił. 
Trudną do wyjaśnienia zagadką są opuszczenia na początku 17. oraz w 19. rozdziale Ewangelii Jana. Wiele z nich jest długości około 17 liter, co może sugerować, że skryba kopiował z rękopisu, którego linie zawierały około 17 liter. Część badaczy tłumaczyła, że są one wynikiem niestarannego kopiowania ze strony skryby. Jednak opuszczenia te zachowują wewnętrzny sens, ponadto występują tylko w tej partii rękopisu. Inni badacze wyjaśniają więc, że pochodzą z rękopisu, z którego kopista kopiował. Opuszczenia te nie znajdują potwierdzenia w późniejszej tradycji tekstualnej.
Gordon Fee przypuszczał, że skryba korzystał z dwóch rękopisów. Pierwszy wykorzystał do kopiowania, drugi natomiast dla dokonania korekt. Erroll Rhodes zaproponował inne rozwiązanie, jego zdaniem korekty powstały w trzech etapach. W pierwszym etapie skryba poprawiał swój tekst podczas kopiowania. Po sporządzeniu pełnej kopii, skryba lub jego kolega, przejrzał cały rękopis poprawiając w nim błędy gramatyczne. W ostatnim etapie rękopis został przejrzany i poprawiony z punktu widzenia tekstualnej poprawności.
Część wątpliwości została wyeliminowana po przeprowadzeniu studiów paleograficznych, przez Karyn Berner oraz Comforta, nad drugim korektorem. Badania te wykazały, że wyszły one spod tej samej ręki, która dokonała paginacji rękopisu od strony 1. do 99. Korekty te na ogół uzgadniały rękopis z aleksandryjskim tekstem. Trzeci korektor dokonał paginacji od strony 100. do końca rękopisu. Dokonał on też nielicznych korekt w tekście.

## Tekst

### Charakter tekstualny
Tekst kodeksu jest mieszany, z elementami typowymi dla tradycji aleksandryjskiej oraz zachodniej. Posiada też nieco lekcji właściwych tekstowi bizantyńskiemu, z których większość ma charakter wtórny i ma na celu stworzenie łatwiejszego i bardziej zrozumiałego tekstu. Element zachodni jest silny w rozdziałach 6–7 i 11–12. Tekst zasadniczo jest bliższy Kodeksowi Synajskiemu niż Kodeksowi Watykańskiemu. Jednak w ośmiu pierwszych rozdziałach Ewangelii Jana jest pokrewny Kodeksowi Synajskiemu w zaledwie 43%, natomiast Kodeksowi Watykańskiemu w 79%. W pozostałej partii Ewangelii Jana jest bliższy Kodeksowi Synajskiemu.
Kurt Aland uznał go za „wolny tekst” i zaliczył do kategorii I.

### Warianty tekstowe
Nie uwzględnia fragmentu Pericope adulterae (Jan 7,53-8,11) i jest najwcześniejszym rękopisem nie zawierającym tej partii tekstu. Nie zawiera także tekstu J 5,3b-4 (anioł poruszający wodę).
W J 4,1 imię Ιησους (Jezus) zamienione zostało na tytuł Κυριος (Pan), wariant jest obecny w Bodmerze XV, Kodeksie Aleksandryjskim, Watykańskim, Efrema, L, W, Ψ, 083.
W J 4,6 oryginalny skryba zastosował wariant επι τη πηγη (na źródle), zgodnie z innymi rękopisami, ale drugi korektor zamienił na επι τη γη (na ziemi).
W J 4,21 oryginalny skryba ορει (górze) zamienił na κοσμω (świecie); pierwszy korektor poprawił na ορι (górze).
W J 6,1 „Morze Tyberiadzkie” zmienił na „Morze Galilejskie”; zamiana mogła wynikać z faktu, że dla chrześcijan z Egiptu określenie Morze Tyberiadzkie mogło być nieznane.
W J 7,52 προφητης (prorok) opatrzony został rodzajnikiem.
W J 8,21 korektor dodaje ο Ιησους (Jezus). Według Comforta ο Ιησους pochodzi od oryginalnego skryby.
W J 10,15 τιθημι (kładę) zamienia na διδωμι (daję), w czym jest zgodny z Kodeksem Synajskim, Bezy i Waszyngtońskim.
W J 12,1 sześć dni zamienia na pięć dni.
W J 12,21 Βηθσαιδα (Betsaida) zamienia na Βηδσαιδα (Bedsaida). Ten sam wariant stosuje Kodeks Bezy, Kodeks Cypryjski, Kodeks Waszyngtoński i 0250.
W J 13,5 przekazuje wariant ποδονιπτηρα (misa do nóg) zamiast νιπτηρα (misa).
W J 19,5 pominięta została fraza i powiedział, „Oto człowiek”.
W J 19,28 pominięta została fraza aby się wypełniło Pismo.
W J 19,38 pominięta została fraza i Piłat pozwolił harmonizując ten wers z Łk 23,52-53.

## Historia

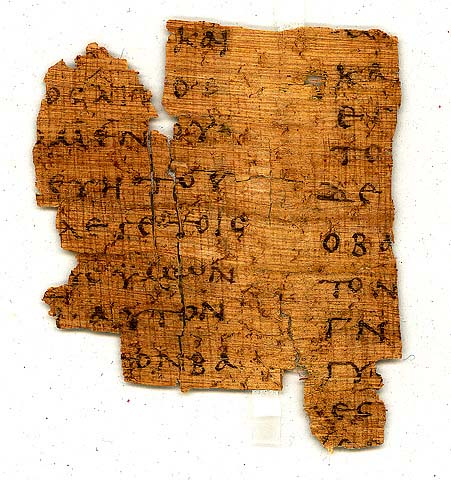
Fragment zidentyfikowany przez Alanda w 1973

### Datowanie
Wydawca datował rękopis na rok około 200, sugerował się w tej ocenie rękopisem P. Oxy. 1074. Hunger, założyciel Wiedeńskiego Instytutu Papirologii, uważał, że pochodzi z tego samego okresu co Papirus Rylandsa 457 oraz Ewangelia Egertona i jego zdaniem rękopis nie mógł powstać po roku 150. Turner natomiast datował na I połowę III wieku ze względu na szeroką literę delta, szerokie theta, wąskie alfa, poprzeczkę w epsilon. Papirolodzy G. Cavallo oraz R. Seider datowali rękopis na połowę II wieku. Metzger przyznał, że połowa II wieku jest możliwa. Aland datował na około rok 200. Instytut Badań Tekstu Nowego Testamentu datuje rękopis na pierwszą połowę III wieku .
Philip Comfort, polemizując z Turnerem, wskazał, że niektóre rękopisy z II wieku stosują szerokie delta (P. London 110, P. Berol. 9782). Theta nie jest szeroka, a jedynie poprzeczna kreska jest szeroka, co jest spotykane nawet w rękopisach z I wieku (np. P. Oxy. 216). Poprzeczka w epsilon jest charakterystyczna zarówno dla rękopisów z II, jak i III wieku. Comfort uznał, że z paleograficznego punktu widzenia rękopis jest pokrewny dla P. Oxy. 220, P. Oxy. 841, P. Oxy. 1434, P. Oxy. 2161 i 2162, PSI 1208–1210, Chester Beatty IX i X. Rękopisy te datowane są na koniec I lub na II wiek. W rezultacie Comfort datuje rękopis na połowę II wieku.

### Pochodzenie
Przypuszcza się, że rękopis powstał w Aleksandrii. Jego profesjonalne wykonanie wskazuje, iż wyszedł ze skryptorium. Prawdopodobnie służył do czytań w kościele.
Rękopis został nabyty w Kairze przez Bodmera w 1952 roku od handlarza. Handlarz nigdy nie wyjawił miejsca, z którego pochodzi rękopis. Pomimo tego uczeni domyślali się, że pochodzi on z regionu pomiędzy Panopolis (dzisiaj Achmim) a Tebami. W dwadzieścia lat po odkryciu, James Robinson, ekspert od rękopisów z Nag Hammadi, wskazał, że pochodzi z Jabal Abu Mana, położonego 12 km od Jabal al-Tarif, miejsca odkrycia rękopisów z Nag Hammadi. Robinson przypuszczał, że wraz z pozostałymi rękopisami Bodmera należał do biblioteki klasztoru Pachomiusza założonej około 320 roku. Pachomiusz często bywał w Aleksandrii i stamtąd mógł go przywieźć.

### Miejsca przechowywania
Kurt Aland zauważył, że przechowywany w Kolonii fragment papirusu Inv. Nr. 4274/4298 przekazuje tekst Ewangelii Jana i należał do tego samego rękopisu, co P. Bodmer II. Fragment ten zawiera tekst Jana 19, 8-11. 13-15. 18-20. 23-24. Przed Alandem fragment ten nie był identyfikowany jako rękopis Nowego Testamentu.
Zasadnicza partia rękopisu, tj. ta, która została odkryta przez Bodmera, przechowywana jest w Bibliotece Bodmera (P. Bodmer II) w Cologny koło Genewy. Ponadto niewielkie fragmenty pojedynczych kart przechowywane są w Chester Beatty Library w Dublinie oraz w Institut für Altertumskunde (Inv. Nr. 4274/4298) w Kolonii . Został on zidentyfikowany po odkryciu Bodmera.

## Znaczenie dla krytyki tekstu NT
Na listę greckich rękopisów Nowego Testamentu wciągnął go Kurt Aland w 1957 roku, oznaczając go przy pomocy siglum {\displaystyle {\mathfrak {P}}^{66}}. Rękopis uwzględniony został w pierwszym wydaniu Kurzgefasste. Rękopis wykorzystany jest w naukowych wydaniach greckiego Nowego Testamentu. Wykorzystany został w 24. wydaniu Nestle-Alanda (NA24) i w następnych wydaniach (NA25, NA26, NA27).
Odkrycie {\displaystyle {\mathfrak {P}}^{66}} podważyło teorię Horta, iż tekst aleksandryjski powstał w wyniku recenzji dokonanej przez Hezychiusza na początku IV wieku. Tekst opublikował w końcu 1956 roku Victor Martin i była to najważniejsza publikacja tekstu rękopisu od czasu opublikowania Papirusów Chester Beatty w latach 1933-1934. Wydanie to zawierało wiele błędów, zostały one poprawione przez Comforta. Wydanie Comforta zawierało też tekst zidentyfikowany przez Alanda.
Traktowany jest jako jeden z najważniejszych rękopisów przekazujących Ewangelię Jana. Głównymi rywalami rękopisu są Bodmer XIV-XV oraz Chester Beatty I, oba powstały w mniej więcej tym samym czasie, oba zawierają znaczne partie ewangelicznego tekstu. Pierwszy z nich oceniany jest przez krytyków tekstu jako bardziej dokładna kopia niż Bodmer II, natomiast drugi ma charakter parafrazy i jest niżej ceniony .